# Jean-Paul de Marigny
Jean-Paul de Marigny (21 de janeiro de 1964) é um ex-futebolista e treinador de futebol australiano que atuou como defensor. É atualmente auxiliar-técnico no Western Sydney Wanderers.

## Carreira
Como jogador, atuou por Australian Institute of Sport, Sydney City, APIA Leichhardt Tigers (onde também jogou na base), Marconi Stallions e Sydney Olympic, onde se aposentou em 1999, aos 35 anos.

## Seleção Australiana
Nascido na Maurícia (além do inglês, é fluente em francês), De Marigny entrou em campo 7 vezes pela Austrália entre 1987 e 1990. Sua estreia foi em um jogo contra a Seleção de Taipé Chinês.

## Carreira de treinador
Em 2003, De Marigny estreou como técnico no Marconi Stallions, permanecendo até 2004. Comandou ainda Sydney United, NSWIS e a Seleção Australiana Sub-17. Foi também auxiliar-técnico em Newcastle Jets, Melbourne Victory e Western Sydney Wanderers, seu atual clube.

## Links
- Jean-Paul de Marigny em National Football Teams (em inglês)